# Hansa (trein)
De Hansa was een Europese internationale trein op de Vogelfluglinie tussen Kopenhagen en Hamburg. De naam verwijst naar de Hanze, het middeleeuwse samenwerkingsverband van handelssteden, waar onder andere Hamburg, Lübeck en Kopenhagen deel van uitmaakten.

## EuroCity
Op 31 mei 1987 werd de Hansa in het EuroCity net opgenomen. De trein is ingevoerd als aanvulling op de bestaande trein tussen Kopenhagen en Hamburg, de Merkur. Om een van de bezwaren tegen de TEE-treinen, de lage frequentie, te ondervangen werden op de Vogelfluglinie meteen drie EuroCity's aangeboden, de EC Hansa, de EC Merkur en de EC Skandinavien. De Hansa verzorgde hierbij de ochtendrit uit Kopenhagen en de avondrit uit Hamburg.

### Route en dienstregeling
| EC 34 | land       | station                 | km  | EC 35 |
| ----- | ---------- | ----------------------- | --- | ----- |
| 07:15 | Denemarken | København Hovedbanegård | 0   | 22:50 |
|       | Denemarken | Høje Taastrup           | 20  |       |
|       | Denemarken | Ringsted                | 54  |       |
|       | Denemarken | Naestved                | 91  |       |
|       | Denemarken | Nykøbing                | 147 |       |
|       | Denemarken | Rødby Færge             | 183 |       |
|       | Denemarken | Rødby Færge (boot)      | 183 |       |
|       | Duitsland  | Puttgarden (boot)       | 202 |       |
|       | Duitsland  | Puttgarden              | 202 |       |
|       | Duitsland  | Lübeck                  | 291 |       |
| 12:45 | Duitsland  | Hamburg Altona          | 359 | 17:19 |

(Lübeck Hbf; ri. Hamburg alleen uitstappen, ri. København alleen instappen. Overgang landsgrens: Rødby F)
In 1991 werd besloten om de EuroCity's voortaan te noemen naar bekende Europeanen. De Hansa reed daarom op 1 juni 1991 voor het laatst en werd op 2 juni 1991 vervangen door de EC Hamlet.